# Паразитарные краниопаги
Паразита́рные краниопа́ги (лат. Craniopagus parasiticus) — тип сращения сиамских близнецов, при котором в 3 недели беременности к голове нормального близнеца прирастает голова близнеца, который не имеет туловища.

## Образование
Недоразвитый близнец является паразитическим и становится таковым на самых ранних стадиях беременности, когда монозиготные близнецы начинают развиваться как два разных эмбриона, но при этом один из них не может полностью расщепиться. Затем один из эмбрионов начинает доминировать, а развитие другого будет нарушено. Ключевое различие между соединенными и паразитическими близнецами заключается в том, что у последних один близнец является паразитом, развитие которого сократилось во время беременности, тогда как этапы развития другого проходят нормально.
При нормальном развитии монозиготных близнецов одна яйцеклетка оплодотворяется одним сперматозоидом. Затем яйцеклетка разделяется на две части, как правило на стадии двух клеток. Если яйцо разделится на ранней стадии на бластоцисты, то будут присутствовать две внутренние клеточные массы. Тогда у близнецов будет одинаковый хорион и плацента, но отдельные амнионы. Тем не менее, яйцеклетка также может разделиться на две части, но иметь только одну бластоцисту. Это приведет к появлению одной клеточной массы и одной бластоцисты. Близнецы будут иметь одну и ту же плаценту, хорион и амнион. Это считается наиболее вероятной причиной возникновения сиамских близнецов и, возможно, даже паразитарных краниопагов.
Одна из гипотез состоит в том, что паразитарный краниопаг образуется в результате развития двух плодов от одной зиготы, которые не могут отделиться в области головы примерно на второй неделе беременности. Некоторые однако полагают, что это происходит несколько позже (примерно на четвертой неделе беременности), когда два эмбриона объединяются вместе около переднего открытого нейропора.
Ещё одна гипотеза образования паразитарных краниопагов заключается в том, что происходит слияние соматической и плацентарной сосудистых систем близнецов, а также дегенерация пуповины у паразитного близнеца, что говорит о развитии паразитарного краниопага вследствие недостатка его кровоснабжения.

## Случаи
На настоящий момент задокументировано 10 случаев данного типа. Только в трёх из них ребёнок остался живым после родов.
- Ребёнок, названный «Двухголовый мальчик из Бенгалии», родился в 1783 году и умер от укуса кобры в 1787 году. Его череп хранится в Английском королевском хирургическом колледже[1].
- 10 декабря 2003 года Ребекка Мартинес (Rebeca Martínez), родившаяся в Доминиканской республике, стала первым ребёнком с таким состоянием, которому сделали операцию по удалению головы паразита. Она умерла 7 февраля 2004 года после 11-часовой операции[2].
- 19 февраля 2005 года была совершена успешная 13-часовая операция над десятимесячной Манар Магед (Manar Maged) в Египте[3]. Манар погибла за несколько дней до своего второго дня рождения из-за серьёзной инфекции мозга[4].